# Weslley
Ne doit pas être confondu avec Wescley.
Weslley Smith Alves Feitosa, plus communément appelé Weslley est un footballeur brésilien né le 21 avril 1992 à Uruçuí. Il évolue au poste d'attaquant.

## Biographie
Weslley joue au Brésil, en Corée du Sud, en Thaïlande, et au Japon.
Il inscrit neuf buts en première division sud-coréenne en 2012, puis huit buts dans ce même championnat en 2015.